# El Huarache
El Huarache är en ort i Mexiko.   Den ligger i kommunen Lerdo och delstaten Durango, i den centrala delen av landet, 800 km nordväst om huvudstaden Mexico City. El Huarache ligger 1 148 meter över havet och antalet invånare är 2 709.
Terrängen runt El Huarache är kuperad söderut, men norrut är den platt. Terrängen runt El Huarache sluttar norrut. Runt El Huarache är det ganska tätbefolkat, med 96 invånare per kvadratkilometer. Närmaste större samhälle är Torreón, 7,3 km öster om El Huarache. Omgivningarna runt El Huarache är i huvudsak ett öppet busklandskap.